# NGC 6708
NGC 6708 est une galaxie spirale située dans la constellation du Télescope. Sa vitesse par rapport au fond diffus cosmologique est de 2 520 ± 14 km/s, ce qui correspond à une distance de Hubble de 37,2 ± 2,6 Mpc (∼121 millions d'al). NGC 6708 a été découverte par l'astronome britannique John Herschel en 1836.
La classe de luminosité de NGC 6708 est II et renferme des régions d'hydrogène ionisé.
À ce jour, une mesure non basée sur le décalage vers le rouge (redshift) donne une distance d'environ 35,700 Mpc (∼116 millions d'al). Cette valeur est à l'intérieur des valeurs de la distance de Hubble.

## Supernova
Deux supernovas ont été découvertes dans NGC 6708 : SN 2004do et SN 2011ce.

### SN 2004do
La supernova SN 2004do a été découverte le 4 aout 2004 par l'astronome amateur sud africain Berto Monard. Cette supernova était de type Ia.

### SN 2011ce
Cette supernova a été découverte le 19 avril 2011 par J. Maza et ses collègues dans le cadre du programme de recherche de supernovas CHASE (CHilean Automatic Supernova sEarch) de l'université du Chili. Cette supernova était de type Ia.

## Groupe de d'IC 4797
Selon A. M. Garcia NGC 6708 fait partie du groupe d'IC 4797. Ce groupe de galaxies renferme au moins cinq membres. Les quatre autres galaxies sont NGC 6707, IC 4796, IC 4797 et ESO 183-30.